# Hoofdkantoor Albert Heijn

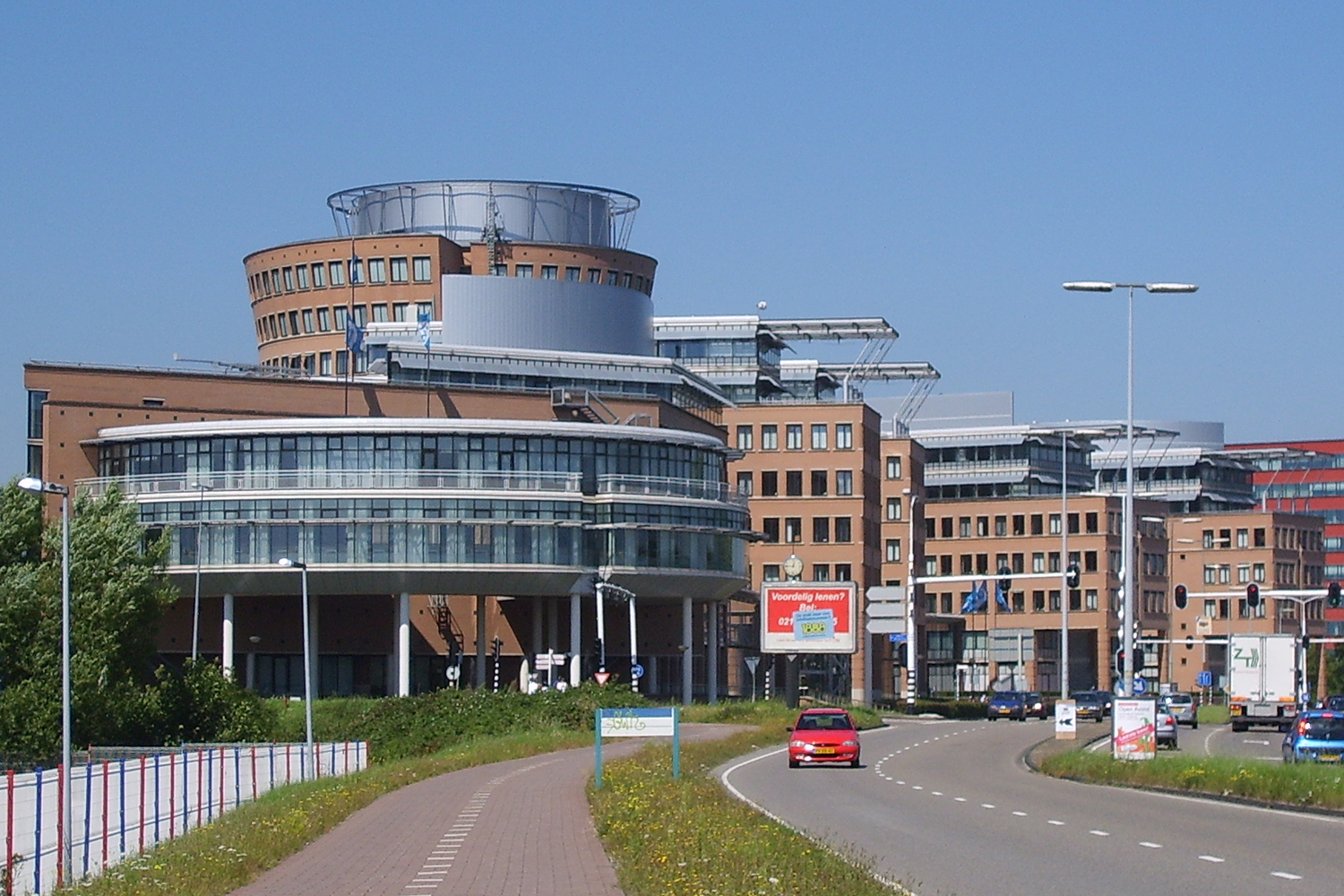
Het hoofdkantoor, gezien vanaf de provinciale weg

Het hoofdkantoor van Albert Heijn (officieel Ahold Europe) in Zaandam is een door T+T design ontworpen kantoorgebouw met een vloeroppervlak van 40 000 m2. Er werken 1200 mensen. Albert Heijn huurt de kantoorruimte van een Duitse beleggingsmaatschappij, naast de AH zijn ook de directies van Gall & Gall en Etos in het gebouw gevestigd.

## Ligging
Het complex, Provincialeweg 11 en 11a, ligt op enkele honderden meters van het oude Ahold-hoofdkantoor en van Station Zaandam, bij de kruising van de Albert Heijnweg met de N203. Het geheel is ingesloten in de wig tussen deze weg en de  spoorlijn naar Amsterdam.

## Ontwerp en architectuur
Het gebouw is in 1996 opgeleverd en bestaat uit vijf vleugels die de kromming van de Provincialeweg volgen, met in het midden een iets hogere ronde toren van tien etages. De gevels zijn in baksteen uitgevoerd en diverse details, zoals de extreem vergrote daklijsten en de taps naar buiten lopende bovenverdiepingen van de hoofdtoren, geven een indruk van luxe. Het gebouw is volgens een artikel in de Volkskrant geïnspireerd op het Landhuis De Breul, een uit 1833 stammend pand dat in 1927 door architect J.W. Hanrath ingrijpend verbouwd werd tot een bakstenen kantoorvilla avant la lettre met de uitstraling van een laatachttiende-eeuws Engels kasteel.

## Gebruik
In totaal bevat het complex circa 40 000 m2 vloeroppervlak, resulterend in 29 100 m2 kantooroppervlak. Anno 2018 werken er zo'n 2000 mensen; er zijn vierhonderd parkeerplaatsen.

## Eigendom
Het gebouw is sinds augustus 2008 eigendom van Wölbern Invest AG, een Duitse onderneming die gespecialiseerd is in het creëren van gesloten vastgoedfondsen. Die kocht het van enkele pensioenfondsen. Albert Heijn is vanaf het begin huurder van het complex en zal het voor langere tijd huren, een constructie die gebruikelijk is bij beursgenoteerde ondernemingen.